# Pompín Iglesias
Alfonso Iglesias Soto, mais conhecido como Pompín Iglesias, (Bogotá, Colômbia, 9 de dezembro de 1926 - Cuernavaca, Morelos, México, 3 de março de 2007), foi um comediante mexicano de origem colombiana.

## Biografia
Pompín Iglesias nasceu na Colômbia, mas viveu no México, onde se nacionalizou.
Iglesias, que se destinguiu por manejar um humor branco, foi protagonista de programas humorísticos da cadeia de televisão Televisa, como "Mi secretaria", onde deu vida ao personagem "Caritino Estudillo y Picoi".
A sua última participação foi na peça "A oscuras me da risa", onde desempenhou o papel de um detective.
Na última entrevista que o comediante concedeu, à Notimex, assinalou que o seu maior desejo era voltar à televisão com um programa de comédia.
O actor vivia com a actriz mexicana Isabel Martínez, "La Tarabilla", há mais de 30 anos.
Nos últimos tempos recorria frequentemente aos serviços médicos, devido a problemas respiratórios agudizados pelo clima.
Morreu aos 81 anos de idade, em consequência de um enfarte agudo do miocárdio ocorrido enquanto dormia.
O corpo foi velado na Cidade do México, indo a inumar no Panteón Dolores, na mesma cidade.

## Programas onde participou
- “Amor de locura”
- “Cómicos y Canciones”
- “Sábados Alegres”
- “Pompinadas”
- “Hospital de la Risa”
- “Mi Secretaria” (no ar durante 10 anos)

entre outros.

## ligações externas
- Pompín Iglesias. no IMDb.